# Александр Квасневський
Алекса́ндер Квасневський (пол. Aleksander Kwaśniewski; нар. 15 листопада 1954, Бялогард) — польський державний і політичний діяч, президент Польщі у 1995–2005 (переобраний у 2000).

## Біографія

### Кар'єра
Закінчив Гданський університет. З 1977 по 1981 рік працював у структурах Соціалістичного союзу польських студентів (Socjalistyczny Zwiazek Studentow Polskich, SZSP). Потім був головним редактором студентського тижневика Itd (1981–1984) та популярної газети «Штандар млодих» (1984–1985). З 1985 року — міністр у справах молоді, у 1987–1990 роках був головою Комітету у справах молоді, спорту та фізичної культури ПНР, у 1988–1991 роках — президент Національного олімпійського комітету Польщі. З 1977 по 1990 рік був членом ПОРП.
З 1990 по 1995 рік був лідером Соціал-демократичної партії Польщі (Socjaldemokracja Rzeczypospolitej Polskiej). У 1991–1995 роках був депутатом польського Сейму.
У 1979 році одружився з Іолантою Конта. У 1981 році дружина народила дочку Александру. Квасневський є атеїстом.

### Президентство
Обраний президентом у 1995 році. Переобраний у 2000 році в першому турі.
Під час президентської кампанії 1995 року основними гаслами Квасневського були: «Оберімо майбутнє» (пол. Wybierzmy przyszłość) та «Спільна Польща» (Wspolna Polska). У другому турі він набрав 51,7 % голосів проти 48,3 % у Леха Валенси, екслідера «Солідарності». Інавгурація Квасневського відбулася 23 грудня 1995 року.
Курс його економічної політики — ринкова демократія, вступ до ЄС та НАТО, приватизація державного майна.
16 липня 1997 року на референдумі схвалено нову Конституцію Польщі, яка викликала суперечки серед багатьох політичних сил країни.
Після саміту в Мадриді в 1997 році та саміту у Вашингтоні Польща, Чехія й Угорщина вступили до НАТО, а 1 травня 2004 року — до Європейського Союзу.

### Парламентські вибори 2007 року
На парламентських виборах 2007 року Квасневський очолив блок «Ліві та демократи» (пол. Lewica i Demokraci, LID), який об'єднав посткомуністів та послідовників «Солідарності». Лідери блоку сподівалися, що блок отримає близько 30 % голосів, але він посів лише 3-тє місце (2 122 981 голос «За», або ж 13,15 %), після «Громадянської платформи» (пол. Platforma Obywatelska) та «Права і справедливості» (пол. Prawo i Sprawiedliwość).

### Діяльність після 2007 року
У травні 2012 президент Європарламенту Мартін Шульц і прем'єр-міністр України Азаров Микола Янович домовилися про створення спеціальної Моніторингової місії Європарламенту під керівництвом Пета Кокса і Александра Квасневського зі спостереження за розглядом справ експрем'єр-міністра України Юлії Тимошенко і колишнього міністра МВС Юрія Луценка. Місія діє з червня 2012. У квітні 2013 Європарламент продовжив роботу місії до вересня 2013, а в жовтні 2013 — до середини листопада 2013.
З 2017 року — член Наглядової ради Меморіального центру Голокосту «Бабин Яр».

## Нагороди
- Орден князя Ярослава Мудрого I ст. (Україна, 1997)[5]
- Орден «За заслуги» I ст. (Україна, 24 листопада 2005) — за визначний особистий внесок у розвиток і зміцнення стратегічного партнерства між Україною та Республікою Польща, сприяння піднесенню авторитету України на міжнародній арені[6]
- З 2005 року — почесний доктор НаУКМА.